# 고용희
고용희(高容姬, 高英姬, 1952년 6월 26일 ~ 2004년 5월 24일)는 조선계 일본인 무용수이자 조선민주주의인민공화국 사람으로, 본명은 고희훈(高姬勳)이다. 김정일과의 사이에서 김정철과 김정은, 김여정을 낳았으며 김정일의 네 번째 아내이다.
무용수로 활동하다가 조선민주주의인민공화국으로 간 이후에는 행적이 알려지지 않았다. 일본 오사카시 이쿠노 출신이지만 조선민주주의인민공화국에서는 그가 제주도 북제주군에서 태어났다고 한다. 2000년대에는 질병으로 프랑스를 방문하였고, 프랑스 의료진이 평양에 오기도 했으나 프랑스 파리의 병원에 입원한 끝에 사망하였다.

## 생애

### 초기 활동
1952년 일본 오사카부 오사카시 이쿠노구에 위치한 이쿠노 코리아타운 부근의 쓰루하시(鶴橋)에서 태어났다. 그러나 조선민주주의인민공화국의 공식 기록에는 제주도 북제주군 출신이라 한다. 아버지는 1913년 8월 14일 제주 출생으로 1929년 오사카로 건너간 일본 동포 고경택(1999년 사망)이고, 어머니 이맹인(1913년생), 여동생 고영숙(1955년?생)의 4인 가족이었으며 1952년생으로 되어 있다. 구 일본 육군성의 지난 1939년과 1942년에 작성된 '육군관리공장 명부' 비밀문서에 의하면 고영희의 부친 고경택은 본 육군성이 비밀로 지정한 오사카의 '히로타 군복공장'에서 일하는 등 구 일본군 협력자 역할을 한 것으로 기록되어있다.
1962년 재일조선인 북송사업 때 가족과 함께 조선민주주의인민공화국으로 건너갔다. 1971년에 만수대예술단에 들어와서 무용가로서 활동했다. 만수대 예술단 무용단원으로 활동하다가 1970년 중반에 김정일의 아내가 되었다. 이후의 행적은 외부에 공개되지 않았으며, 1998년 이후 국방위원장 김정일이 자신의 후계자를 선정하는 과정에서 중국, 일본, 미국, 독일, 프랑스 등의 언론에 알려지게 되었고, 대한민국의 언론에도 그 존재가 알려지게 되었다.

### 생애 후반
2000년대 이후 유선암으로 치료를 받았고 2003년 암이 재발, 사실상 완치가 불가능한 상태가 되었다. 자신의 죽음을 직감한 고용희는 아들 중 한 명을 김 위원장의 후계자로 내세우려고 장남 정남과 그 세력을 견제하는 등 각고의 노력을 기울인 것으로 알려졌다.
2003년 9월 교통사고로 머리를 크게 다쳐 건강이 더욱 악화됐으며, 그 해 프랑스 의료진이 극비리에 방북한데 이어 2004년에는 파리의 한 병원에서 종양 및 뇌 관련 치료를 받은 것으로 알려졌다.
2002년 5월 조선민주주의인민공화국에서 국가보위부장직을 맡게 된 김정남이 일본에 위조 여권으로 입국했다가 발각, 추방되면서 국가보위부장직에서도 해임되었다. 이때 일각에서는 고용희가 정남의 후계자 선정을 견제하기 위해 위조여권으로 일본을 방문한다는 정보를 흘리도록 했다는 설이 있다.
고용희는 2004년 8월 13일 프랑스 파리에서 치료 중, 심장마비, 암으로 사망했다는 이야기가 있으나, 그로부터 3개월 전인 5월경에 이미 숨졌을 가능성도 있다. 이후 공개된 묘비에서 2004년 5월 24일에 사망한 것으로 확인되었다.

### 기타
일부 언론에서는 고용희가 북송교포 출신으로 1960년대 북송되었으며, 북한유도의 창시자인 고태문(高太文: 1980년 사망)의 딸이라고 보도해 왔었으나, 2006년 12월 22일에 국가정보원은 고(故) 고태문씨의 전기를 출간한 조선민주주의인민공화국의 고춘행(高春幸)씨는 고용희와 동일인이 아니라고 발표했었다. 아울러, 고춘행은 1950년생으로 고태문의 딸이지만 고용희는 1953년생으로 고경택의 딸이라고 밝혔었다. 김정일의 다섯째 부인으로 알려진 김옥은 그가 자신의 아들을 돌보기 위해 발탁한 보모격이였다.
2012년 6월경에 평양 대성산에 석조묘로 무덤을 조성했다. 묘비에는 사진과 함께 "선군조선의 어머님 고용희"라는 문자가 한글로 새겨져 있다. 또한 "1952년 6월 26일 출생, 2004년 5월 24일 서거"로 생년월일과 사망일도 명기해 김정은의 모친임을 밝혔다. 이전까지 고용희의 실명은 북한에서 공표되지 않았었는데, 기존에 일본 언론을 통해 알려진 것과는 달리 이름이 고영희가 아닌 고용희인 것이 밝혀졌다. 다른 한글 표기에 일본어 발음이 중첩되어서 온 혼선으로, 과거에도 김정은의 이름이 초기 일본 언론을 통해 김정운으로 잘못 알려진 바가 있다.

## 김정은의 고용희 우상화
일본 산케이신문은 김일성은 김정은을 손자로 인정하지 않았다”고 보도했다. “김일성이 김정은의 모친인 고용희가 재일교포 출신의 만수대예술단 무용수로 비밀 파티의 접대부였다는 점 등을 들어 김정일의 측실(첩)로 취급했다”고 전했다. 또 “고용희가 정은과 정철 등 아들을 낳았으나 김일성은 김정일의 장남 김정남을 후계자로 봤으며, 김정은 등은 정식 손자로 인정하지 않은 것으로 알려졌다”고 전했다.
2013년 이후부터 본격적으로 고용희에 대한 우상화가 진행되고 있다. 그동안 한 번도 공개된 적이 없던 고용희의 동영상이 북조선 주민에게 배포된 것으로 알려졌다.

## 가계도
- 증조부 고두행(高道行, 1833년 ~ 1910년)
- 증조모 불명
  - 백조부 고영호(高英浩, 1867년 ~ 1894년)
  - 조부 고영옥(高英玉, 1876년 ~ 1945년)
  - 조모 불명
    - 큰아버지 고경찬(高慶燦, 1903년 ~ 1998년) - 백조부 고영호의 양자로 출계.
    - 큰아버지 고경원(高慶元, 1909년 ~1997년)
    - 아버지 고경택(高慶澤, 1913년 ~ 1999년)
    - 적모 청주 한씨(1915~1975?)
      - 이복오빠 고용훈(또는 고영훈, 1935~)
      - 이복오빠 고봉훈(1936~)
      - 이복오빠 고기훈(또는 고인훈, 1937~)
      - 이복오빠 고광훈
      - 이복오빠 고철훈

    - 모친 이맹인(1913~?) - 양명녀로 잘못 기록된 것으로 추정.
      - 오빠 고동훈 - 고상훈에서 개명.
      - 여동생 고용숙(1955~)
      - 제부 리강
- 시가

|                     |                     |                     |                     |                     |                     |                     |                     |                         |                         |                         |                         |                         |                         |                         |                         | 김일성 金日成 1912~1994 | 김일성 金日成 1912~1994 | 김일성 金日成 1912~1994 | 김일성 金日成 1912~1994 | 김일성 金日成 1912~1994 | 김일성 金日成 1912~1994 |                     |                     |                     |                     |  |  |                         |                         |                         |                         |                         |                         |  |  |                     |                     |                     |                     | 김정숙 金正淑 1917~1949 | 김정숙 金正淑 1917~1949 | 김정숙 金正淑 1917~1949 | 김정숙 金正淑 1917~1949 | 김정숙 金正淑 1917~1949 | 김정숙 金正淑 1917~1949 |                     |                     |                     |                     |                 |                 |                     |                     |                     |                     |                     |                     |
|                     |                     |                     |                     |                     |                     |                     |                     |                         |                         |                         |                         |                         |                         |                         |                         | 김일성 金日成 1912~1994 | 김일성 金日成 1912~1994 | 김일성 金日成 1912~1994 | 김일성 金日成 1912~1994 | 김일성 金日成 1912~1994 | 김일성 金日成 1912~1994 |                     |                     |                     |                     |  |  |                         |                         |                         |                         |                         |                         |  |  |                     |                     |                     |                     | 김정숙 金正淑 1917~1949 | 김정숙 金正淑 1917~1949 | 김정숙 金正淑 1917~1949 | 김정숙 金正淑 1917~1949 | 김정숙 金正淑 1917~1949 | 김정숙 金正淑 1917~1949 |                     |                     |                     |                     |                 |                 |                     |                     |                     |                     |                     |                     |
|                     |                     |                     |                     |                     |                     |                     |                     |                         |                         |                         |                         |                         |                         |                         |                         |                         |                         |                         |                         |                         |                         |                     |                     |                     |                     |  |  |                         |                         |                         |                         |                         |                         |  |  |                     |                     |                     |                     |                         |                         |                         |                         |                         |                         |                     |                     |                     |                     |                 |                 |                     |                     |                     |                     |                     |                     |
|                     |                     |                     |                     |                     |                     |                     |                     |                         |                         |                         |                         |                         |                         |                         |                         |                         |                         |                         |                         |                         |                         |                     |                     |                     |                     |  |  |                         |                         |                         |                         |                         |                         |  |  |                     |                     |                     |                     |                         |                         |                         |                         |                         |                         |                     |                     |                     |                     |                 |                 |                     |                     |                     |                     |                     |                     |
| 홍일천 洪一茜 1942~ | 홍일천 洪一茜 1942~ | 홍일천 洪一茜 1942~ | 홍일천 洪一茜 1942~ | 홍일천 洪一茜 1942~ | 홍일천 洪一茜 1942~ |                     |                     | 성혜림 成蕙琳 1937~2002 | 성혜림 成蕙琳 1937~2002 | 성혜림 成蕙琳 1937~2002 | 성혜림 成蕙琳 1937~2002 | 성혜림 成蕙琳 1937~2002 | 성혜림 成蕙琳 1937~2002 |                         |                         | 김영숙 金英淑 1947~     | 김영숙 金英淑 1947~     | 김영숙 金英淑 1947~     | 김영숙 金英淑 1947~     | 김영숙 金英淑 1947~     | 김영숙 金英淑 1947~     |                     |                     |                     |                     |  |  | 김정일 金正日 1941~2011 | 김정일 金正日 1941~2011 | 김정일 金正日 1941~2011 | 김정일 金正日 1941~2011 | 김정일 金正日 1941~2011 | 김정일 金正日 1941~2011 |  |  |                     |                     |                     |                     | 고용희 高容姬 1952~2004 | 고용희 高容姬 1952~2004 | 고용희 高容姬 1952~2004 | 고용희 高容姬 1952~2004 | 고용희 高容姬 1952~2004 | 고용희 高容姬 1952~2004 |                     |                     | 김옥 金玉 1964~     | 김옥 金玉 1964~     | 김옥 金玉 1964~ | 김옥 金玉 1964~ | 김옥 金玉 1964~     | 김옥 金玉 1964~     |                     |                     |                     |                     |
| 홍일천 洪一茜 1942~ | 홍일천 洪一茜 1942~ | 홍일천 洪一茜 1942~ | 홍일천 洪一茜 1942~ | 홍일천 洪一茜 1942~ | 홍일천 洪一茜 1942~ |                     |                     | 성혜림 成蕙琳 1937~2002 | 성혜림 成蕙琳 1937~2002 | 성혜림 成蕙琳 1937~2002 | 성혜림 成蕙琳 1937~2002 | 성혜림 成蕙琳 1937~2002 | 성혜림 成蕙琳 1937~2002 |                         |                         | 김영숙 金英淑 1947~     | 김영숙 金英淑 1947~     | 김영숙 金英淑 1947~     | 김영숙 金英淑 1947~     | 김영숙 金英淑 1947~     | 김영숙 金英淑 1947~     |                     |                     |                     |                     |  |  | 김정일 金正日 1941~2011 | 김정일 金正日 1941~2011 | 김정일 金正日 1941~2011 | 김정일 金正日 1941~2011 | 김정일 金正日 1941~2011 | 김정일 金正日 1941~2011 |  |  |                     |                     |                     |                     | 고용희 高容姬 1952~2004 | 고용희 高容姬 1952~2004 | 고용희 高容姬 1952~2004 | 고용희 高容姬 1952~2004 | 고용희 高容姬 1952~2004 | 고용희 高容姬 1952~2004 |                     |                     | 김옥 金玉 1964~     | 김옥 金玉 1964~     | 김옥 金玉 1964~ | 김옥 金玉 1964~ | 김옥 金玉 1964~     | 김옥 金玉 1964~     |                     |                     |                     |                     |
|                     |                     |                     |                     |                     |                     |                     |                     |                         |                         |                         |                         |                         |                         |                         |                         |                         |                         |                         |                         |                         |                         |                     |                     |                     |                     |  |  |                         |                         |                         |                         |                         |                         |  |  |                     |                     |                     |                     |                         |                         |                         |                         |                         |                         |                     |                     |                     |                     |                 |                 |                     |                     |                     |                     |                     |                     |
|                     |                     |                     |                     |                     |                     |                     |                     |                         |                         |                         |                         |                         |                         |                         |                         |                         |                         |                         |                         |                         |                         |                     |                     |                     |                     |  |  |                         |                         |                         |                         |                         |                         |  |  |                     |                     |                     |                     |                         |                         |                         |                         |                         |                         |                     |                     |                     |                     |                 |                 |                     |                     |                     |                     |                     |                     |
|                     |                     |                     |                     | 김혜경 金惠敬 1968~ | 김혜경 金惠敬 1968~ | 김혜경 金惠敬 1968~ | 김혜경 金惠敬 1968~ | 김혜경 金惠敬 1968~     | 김혜경 金惠敬 1968~     |                         |                         | 김정남 金正男 1971~2017 | 김정남 金正男 1971~2017 | 김정남 金正男 1971~2017 | 김정남 金正男 1971~2017 | 김정남 金正男 1971~2017 | 김정남 金正男 1971~2017 |                         |                         | 김설송 金雪松 1974~     | 김설송 金雪松 1974~     | 김설송 金雪松 1974~ | 김설송 金雪松 1974~ | 김설송 金雪松 1974~ | 김설송 金雪松 1974~ |  |  | 김춘송 金春松 1975~     | 김춘송 金春松 1975~     | 김춘송 金春松 1975~     | 김춘송 金春松 1975~     | 김춘송 金春松 1975~     | 김춘송 金春松 1975~     |  |  | 김정철 金正哲 1981~ | 김정철 金正哲 1981~ | 김정철 金正哲 1981~ | 김정철 金正哲 1981~ | 김정철 金正哲 1981~     | 김정철 金正哲 1981~     |                         |                         | 김정은 金正恩 1984~     | 김정은 金正恩 1984~     | 김정은 金正恩 1984~ | 김정은 金正恩 1984~ | 김정은 金正恩 1984~ | 김정은 金正恩 1984~ |                 |                 | 김여정 金與正 1987~ | 김여정 金與正 1987~ | 김여정 金與正 1987~ | 김여정 金與正 1987~ | 김여정 金與正 1987~ | 김여정 金與正 1987~ |

## 같이 보기
- 성혜림
- 김영숙